# Енџи Хармон
Енџи Мишел Хармон (10. август 1972) је америчка телевизијска и филмска глумица.
Енџи Хармон је најпознатија по улози Еби Кармајкл у серији Ред и закон и Линдзи Боксер у серији Женски клан.
Такође, позната је по улози Џејн Ризоли, детективке из Бостона, у серији Ризоли и Ајлс. Лик Џејн Ризтоли створила је списатељица узбудљивих крими романа, Тес Геритсен, заједно са ликом Море Ајлс, мртвозорнице, која сарађује са Џејн у решавању полицијских случајева.